# Косиська (Нижньосілезьке воєводство)
Косиська (пол. Kosiska, нім. Koiskau) — село в Польщі, у гміні Вондрожі-Великі Яворського повіту Нижньосілезького воєводства.
Населення — 142 особи (2011).
У 1975-1998 роках село належало до Легницького воєводства.

## Демографія
Демографічна структура станом на 31 березня 2011 року:
|          | Загалом | Допрацездатний вік | Працездатний вік | Постпрацездатний вік |
| -------- | ------- | ------------------ | ---------------- | -------------------- |
| Чоловіки | 76      | 19                 | 51               | 6                    |
| Жінки    | 66      | 19                 | 29               | 18                   |
| Разом    | 142     | 38                 | 80               | 24                   |